# Poritia pheretia
Poritia pheretia är en fjärilsart som beskrevs av William Chapman Hewitson 1874. Poritia pheretia ingår i släktet Poritia och familjen juvelvingar. Inga underarter finns listade i Catalogue of Life.